# Friedrich Wilhelm von Dossow

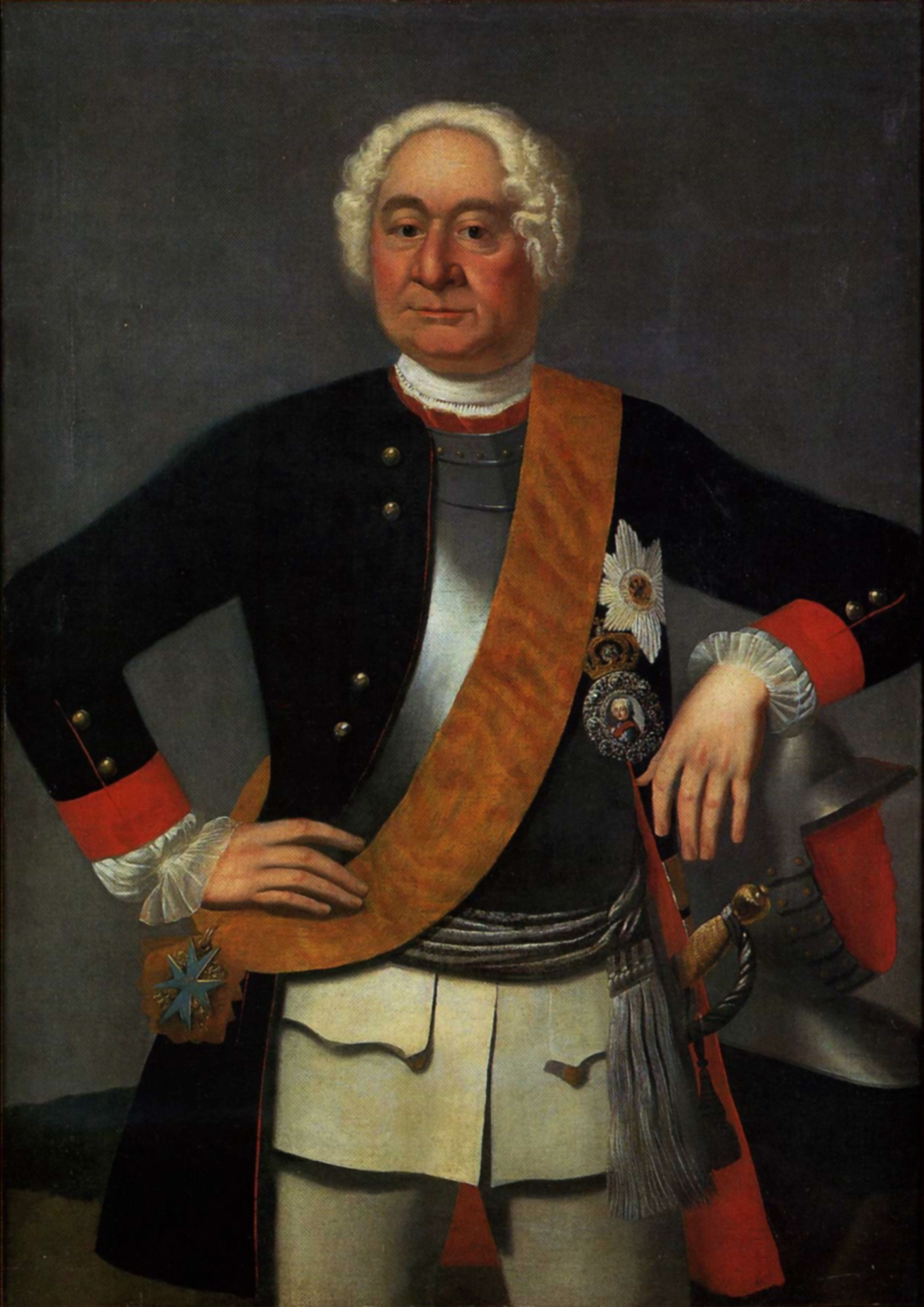
Friedrich Wilhelm von Dossow.

Friedrich Wilhelm von Dossow (17 de diciembre de 1669 - 28 de marzo de 1758) fue un Generalfeldmarschall prusiano y gobernador de Wesel.

## Familia
Friedrich Wilhelm era miembro de la familia von Dossow (también Dossau y Dossen), antigua nobleza pomerana mencionada por primera vez en 1330. La principal posesión de la familia era Cunow cerca de Stettin y Greifenhagen. Friedrich Wilhelm era el hijo del presidente del distrito, Richard Thomas von Dossow.
Dossow se casó tres veces, aunque no tuvo ningún hijo. Preocupado por el bienestar de los hijos de los soldados, abrió escuelas gratuitas para ellos con sus propios medios.

## Carrera militar
Dossow fue educado en el Joachimsthalsches Gymnasium en Berlín; en 1688 participó en el entierro de Federico Guillermo, el "Gran Elector". Después de asistir al colegio militar en Kolberg, Dossow se unió al regimiento de Alejandro de Curlandia en el Ducado de Prusia. Después de ser reforzado con un destacamento de tropas del Margraviato de Brandeburgo, fue conocido como el 'Regimiento Curlandia'. El rey Federico I de Prusia puso el regimiento bajo el mando del emperador Leopoldo I durante la guerra de Sucesión Española.
Dossow participó en Hungría contra los turcos otomanos y contra Francia en Renania. Cuando el rey Federico Guillermo I empezó su campaña para conquistar Pomerania de los suecos en 1715, Dossow sostuvo el grado de Mayor. Al año siguiente, Dossow fue adjunto de Leopoldo I de Anhalt-Dessau durante la captura de Rügen y el asedio de Stralsund.
Federico Guillermo y Leopoldo, el "Viejo Dessauer", confiaron a Dossow la creación y entrenamiento de nuevos regimientos durante la ampliación del Ejército prusiano. Dossow fue constantemente promovido en los rangos: Oberst en 1728, Generalmajor y comandante en 1733, Gobernador en funciones de Wesel y en el Ducado de Cléveris en 1739. Durante una visita al ducado, el rey Federico II ascendió a Dossow a Generalleutnant.
Dossow permaneció en Wesel para proteger la ciudad durante la Primera y Segunda Guerras de Silesia. En 1742 formalmente se convirtió en gobernador de Wesel y se le concedió la Orden del Águila Negra. Después de la batalla de Hohenfriedeberg, Federico promovió a Dossow a Generalfeldmarschal el 20 de julio de 1745. Como reconocimiento especial por el servicio de Dossow, en 1751 Federico el Grande le concedió un retrato del rey cubierto de diamantes en una cinta azul. Dossow, Wilhelm Dietrich von Buddenbrock, y Hans von Lehwaldt fueron los únicos que recibieron el regalo especial.
Cuando se inició la Guerra de los Siete Años, Dossow no participó debido a su avanzada edad. En enero de 1757 se retiró a su finca de Gut Busekow, donde murió al año siguiente.